# Hilda Van Roose
Hilda Van Roose (Brugge, 24 april 1932 - aldaar, 4 maart 2008) was een Belgische actrice. Ze is bekend om haar rol als juffrouw Freken in de film De man die zijn haar kort liet knippen. Ook is ze bekend om haar rol als Manse in het BRT-televisiefeuilleton De Vorstinnen van Brugge. Bij een val tijdens een opvoering werd haar carrière ernstig verstoord. Ze werd 75 jaar.

## Filmografie
- De filosoof van 't Sashuis (1963)
- De man die zijn haar kort liet knippen (1966)
- Un soir, un train (1968)
- Mira (1971)
- Franz (1971)
- Bruiloft (1972)
- Greenwich (1981)

## Televisieseries
- Bartje, (1972)
- De vorstinnen van Brugge (1972)
- Merijntje Gijzens Jeugd (1974)